# Chlamydia
Chlamydia (del griego χλαμύς / χλαμυδως, khlamýs / khlamýdös: "capa" o "encapotado") es un género de bacterias gramnegativas perteneciente a la familia Chlamydiaceae, orden Chlamydiales, filo Chlamydiota. La clamidiasis, considerada la enfermedad bacteriológica más común que se transmite a través del sexo vaginal, anal, oral y por contacto con fluidos en lugares de poca higiene. Se cura con un antibiótico y la mejor prevención es el preservativo.
Castellanizado como clamidia, y generalmente entendido como plural (las clamidias) para hacer referencia a Chlamydia spp., la taxonomía y nomenclatura de este grupo es un tema controvertido sobre el cual no existe un total acuerdo entre los expertos (ver sección Taxonomía más adelante), así como tampoco la forma de contagio. Con la información disponible en la actualidad, taxonómica y sistemáticamente, el género Chlamydia incluye tres especies: C. trachomatis, C. muridarum y C. suis.
Clínicamente, se reconocen actualmente —para el humano— cuatro especies patogénicas importantes: C. trachomatis, C. pneumoniae, C. psittaci y C. pecorum. Las dos primeras se consideran parásitos estrictos del ser humano y de transmisión interhumana (productoras de enfermedad infectocontagiosa). En cambio, C. psittaci y C. pecorum son patógenos secundarios  de aves y mamíferos.

## Morfología
Chlamydia es un grupo de cocos análogos que son bacterias gram-negativas, de 0.3 a 1 μm de diámetro (varía según su etapa de replicación), su principal característica es el ciclo replicativo intracelular, lo cual las convierte en parásitos obligados.
Presentan una pared celular tipo bacteriana, sin embargo, el peptidoglicano está ausente o casi imperceptible (a pesar de tener genes para su síntesis). Los principales antígenos de las clamidias están presentes en la pared(en la "membrana externa"), la cual contiene  el lipopolisacárido (LPS), la proteína principal de la membrana externa (MOMP, del inglés "Major Outter Membrane Protein") y otras dos proteínas ricas en cisteína: una proteína de envoltura (62Kd) y una lipoproteína (12Kd).
Tanto la MOMP como el LPS, son los componentes antigénicos más importantes. 
Estas bacterias expresan un epitope lipopolisacárido específico de familia (ex epitope específico de género). Contenido G+C aproximadamente 40 mol%.

## Forma de vida
Son parásitos intracelulares obligados de las células de los vertebrados. Al poseer esta característica escapan a menudo del sistema inmunitario. Su ciclo de desarrollo adquiere dos formas: el corpúsculo elemental y el corpúsculo reticulado o inicial, que representan la forma extracelular e intracelular del parásito respectivamente.
Cultivo: no se cultivan en los medios microbiológicos habituales, recurriendo a cultivos celulares.
Las Chlamydiae son bacterias intracelulares, pues no poseen toda la maquinaria necesaria para su crecimiento. Este crecimiento intracelular permite a las Chlamydiae producir una infección crónica, al evitar la reproducción de la célula a la que infecta. Este mecanismo de infección crónica explica la patogenia de algunas enfermedades que producen: arteriosclerosis en el caso de la Chlamydia pneumoniae, tracoma con ceguera y salpingitis con obstrucción tubárica en el caso de Chlamydia trachomatis. Además la Chlamydiae puede tener periodos de latencia, acumulando carga bacteriana en los retículos de los órganos sexuales masculinos y femeninos, a la espera de un estímulo que le permita la reproducción bacteriana.

## Taxonomía
Chlamydia es un taxón genérico que fue acuñado en 1945 por Jones et al., presentando a Chlamydia trachomatis como especie tipo para el taxón.
Clásicamente, esto es, desde 1971 y hasta 1999, se aceptaban cuatro especies dentro del género Chlamydia (según la clasificación de Stolz y Page):

C. psittaci se distinguía de C. trachomatis por la resistencia a sulfadiazina, aunque no todas las C. psittaci eran resistentes; C. pneumoniae fue clasificado por su apariencia bajo el microscopio electrónico (EM) y su habilidad para infectar humanos, a pesar de que la apariencia EM encontrada difería de un estudio a otro, y todas esas spp. infectaban humanos. 

### GéneroChlamydophila
Chlamydophila fue un género que agrupaba algunas especies que pertenecen a Chlamydia. Actualmente se considera como un sinónimo. En abril de 1999, tras la presentación y propuesta de Everett, Bush y Andersen para una nueva clasificación de Chlamydiaceae, cinco especies nuevas fueron validadas, mientras que C. pneumoniae, C. pecorum y C. psittaci fueron trasladadas a un nuevo género: Chlamydophila. La nueva clasificación se presentó así:
- La familia Chlamydiaceae, clásicamente presentada con varios géneros (Chlamydia), ahora estaría dividida en dos géneros: Chlamydia y Chlamydophila gen. nov.

- Chlamydophila se diferencia de Chlamydia por su secuenciamiento genético y lipídico, produce glucógeno detectable y tiene un solo operón ribosomal, mientras que Chlamydia posee tres.

- Dos especies nuevas: Chlamydia muridarum sp. nov. y Chlamydia suis sp. nov., se unen a la primitiva Chlamydia trachomatis en el ahora enmendado género Chlamydia.

- Chlamydia spp. solamente serían: C. trachomatis (humanos), C. suis (cerdos) y C. muridarum (ratones y hámsteres).

- Chlamydophila gen. nov. asimila a las actuales especies Chlamydia pecorum, Chlamydia pneumoniae y Chlamydia psittaci, para convertirse en Chlamydophila pecorum comb. nov., Chlamydophila pneumoniae comb. nov. y Chlamydophila psittaci comb. nov.

- Tres nuevas especies de Chlamydophila se derivan a partir de Chlamydia psittaci: Chlamydophila abortus gen. nov., sp. nov., Chlamydophila caviae gen. nov., sp. nov. y Chlamydophila felis gen. nov., sp. nov.

La taxonomía establecida para Chlamydiae en 1999 usa criterios prevalecientes para clasificar bacterias, incluyendo ADN-ADN reasociación, ARN ribosomal 16S y 23S, a similitud génica, similares secuencias de genes codificantes de proteína, y el tamaño del genoma. Con los criterios como son los de detección de antígeno, el glicógeno, la asociación con el huésped, y la morfología EM se emplean, dependiendo de la aplicabilidad y de la disponibilidad. En 1999, muchas razas de Chlamydia fueron reorganizadas en el género Chlamydophila. 
El promedio de la reasociación ADN-ADN de similitud distinguiendo Chlamydophila de Chlamydia es del 10,1 % (Intervalo de confianza al 95 %: 6,8-13,5), un valor para separar géneros.[cita requerida]
La divergencia de Chlamydophila con Chlamydia es indicada por la codificación proteica en secuencias similares, y genes ARN ribosomal. Las 16S secuencias ribosomales de gene ARN de Chlamydophila y de Chlamydia los acercan a más del 95 %. Sin embargo, 95 % no es el corte para separar géneros Chlamydiaceae, pero es una guía para establecer nuevos géneros en la familia de las Chlamydiales. 
El ARN ribosomal 23S de las especies de Chlamydophila y de Chlamydia tenían una similitud menor al 95 %.[cita requerida]
| Género        | Sitio de Genomas | Glicógeno Detectable | Número de trabajar con los Operones |
| ------------- | ---------------- | -------------------- | ----------------------------------- |
| Chlamydophila | 1,2 (approx.)    | No                   | 1                                   |
| Chlamydia     | 1,0 (approx.)    | Yes                  | 2                                   |

En agosto de 2000, la disertante Karin Everett presentó una reclasificación para las clamidias durante el Cuarto Encuentro de la Sociedad Europea para la Investigación de Chlamydia, en Helsinki, Finlandia. Esta clasificación de Chlamydia está basada en criterios fenotípicos, morfológicos y genéticos limitados (porque por ejemplo, no considera los recientes análisis del operón ribosomal, u otros organismos intracelulares obligados que tienen un ciclo replicativo similar a las clamidias).
Un gran número de eminentes clamidologistas, la mayoría no taxonomistas, se opusieron a la nueva clasificación. Sus objeciones fueron publicadas en una carta (Schachter et al., 2001) dirigida al International Journal of Systematic and Evolutionary Microbiology. La carta fue luego respondida por los autores de la nueva clasificación (Everett & Andersen, 2001). 
Mientras la presencia de las 9 especies dentro de la familia Chlamydiaceae no fue particularmente motivo de controversia, las principales críticas a la nueva taxonomía fueron:
1. No hay suficientes razones para dividir la primitiva Chlamydiaceae en dos nuevos géneros, y esto es contraproducente.
2. Ha llevado largo tiempo hacer que los médicos clínicos se acostumbren a Chlamydia y sería confuso para ellos.
3. Se ha puesto demasiado énfasis en secuencias de nucléotidos cortas, y poca e insuficiente consideración en características biológicas básicas.
4. La evidencia para algunas especies y familias, principalmente Waddliaceae y Simkaniaceae, yace sobre datos limitados y aislados.
5. Algunos objetaron el nombre genérico Chlamydophila (selecto por las autoridades en nomenclatura) cuyo significado es "simil-Chlamydia".

Otros autores, como Michael Ward, consideraron que «la nueva clasificación de Everett et al. ha sido apropiadamente revisada y aprobada por autoridades taxonómicas internacionales y debiera prevalecer hasta ser superada por nuevos conocimientos y un sistema más efectivo. Esto es porque incorpora investigaciones moleculares recientes y las perspectivas actuales de la evolución microbiana».
En 2015, un artículo de Sachse et al. consideró fusionar de nuevo los géneros Chlamydia y Chlamydophila debido a que las diferencias entre las especies no son lo suficientemente importantes como para separar los dos géneros. El análisis de la secuencia genética del ARN ribosomal 16S que incentivó la separación en dos géneros hecho por Everett, mencionado anteriormente, mostró que la similitud entre estas era superior al 94,5 % —el punto de corte que se suele considerar para distinguir géneros— entre casi todas las especies de clamidias. Además, la secuenciación y comparación de los genomas completos muestra que el porcentaje de proteínas conservadas es del 82 %, mucho mayor del punto de corte que se suele considerar, el 50 %. Como último motivo, se arguyó que las especies tienen características fenotípicas similares. Incluso antes de la publicación de este artículo, el Bergey's Manual of Systematic Bacteriology ya consideraba en su edición más reciente a esa fecha a Chlamydia como un único género que incluía a Chlamydophila y continúa haciéndolo en su edición más reciente de 2015.

## Infecciones porChlamydiaspp.
Hay tres especies del género Chlamydia que afectan al humano:
- Chlamydia psittaci: en el humano produce de forma ocasional la ornitosis o psitacosis.
- Chlamydia trachomatis: produce más variedad de patologías en el humano como:
  - Infecciones oculares como el tracoma y paratracoma, conjuntivitis neonatal, neumonía intersticial del lactante.
  - Infecciones genitales o enfermedades de transmisión sexual, como las uretritis no gonocócicas y el linfogranuloma venéreo. La infección genital puede ser asintomática en mujeres, pero causar daños en su aparato genital con complicaciones futuras en su fertilidad por causar inflamaciones del cuello llamadas cervicitis, o Enfermedad Inflamatoria Pélvica o EPI que es causa de abortos y esterilidad. La Enfermedad Inflamatoria Pélvica es la principal causa de Hidrosalpinx. Además, la mujer puede contagiarla sin saber siquiera que estaba enferma.
  - Artritis reactiva, enfermedad autoinmune que puede persistir aún eliminada la clamidia.
- Chlamydia pneumoniae: el 90 % cursa con infección subclinica. Pudiendo producir faringitis, otitis media, neumonía atípica. Se cree contribuye en la formación de las placas ateroescleróticas.

La clamidia es una infección bacteriana. Todos los años se producen aproximadamente 3 millones de casos nuevos en hombres y mujeres, lo cual la convierte en una de las infecciones de transmisión sexual más comunes.
Si una mujer embarazada contrae clamidia y no se la trata, puede tener un bebé prematuro. Si un bebé se infecta durante el parto, puede desarrollar infecciones en los ojos (conjuntivitis) o problemas respiratorios. 
La clamidia es conocida como la enfermedad "silenciosa" porque 3 de cada 4 mujeres infectadas no tienen síntomas. Algunas mujeres sufren un cambio en las pérdidas vaginales o dolores al orinar. 
Los profesionales de la salud usan una prueba de laboratorio para diagnosticar la clamidia en las mujeres. Algunas pruebas usan una muestra de orina. Otras pruebas usan una muestra de células del cuello uterino de la mujer. La clamidia se puede tratar con antibióticos. 
Se recomienda que las mujeres embarazadas pidan a su médico que les realice una prueba de clamidia en la primera etapa del embarazo. En caso de infección se pueden tomar antibióticos para tratar la infección y se evitarán complicaciones para la madre y el feto.
La pareja de una embarazada también debe tratarse ya que pueden volver a transmitirse la infección del uno al otro. Durante el embarazo se pueden evitar las infecciones por clamidia al no tener relaciones sexuales. Las personas que tienen relaciones sexuales:
- Deben tener relaciones sexuales con una sola persona que no tenga ninguna otra pareja sexual, que se haya hecho la prueba para la clamidia y no esté infectada.
- Deben usar un condón o preservativo de látex.
- Si su médico receta antibióticos, deben asegurarse de tomarlo como fue indicado.

### Tratamiento
Las clamidias son sensibles a los antibióticos que inhiben la síntesis proteica como las tetraciclinas y los macrólidos.
Agente patógeno: estas infecciones causadas por bacterias (chlamydia trachomatis). 
La azitromicina y la doxiciclina son antibióticos recomendados para el tratamiento de la clamidia; pero cualquier inquietud es mejor acudir a un centro de salud para ser evaluado por un especialista.